# Абу Исхак аш-Ширази
Абу́ Исха́к Ибрахи́м ибн Али́ аш-Шира́зи (араб. أبو إسحاق إبراهيم بن علي الشيرازي‎; 1003, Фирузабад, Персия — 1083, Багдад, Ирак, Аббасидский халифат) — исламский учёный-богослов и правовед шафиитского мазхаба.

## Биография
Его полное имя: Абу Исхак Ибрахим ибн Али ибн Юсуф бин Абдуллах аль-Фирузабади аш-Ширази. Родился в 1003 году в городе Фирузабад в окрестностях Шираза (совр. Иран). Имел скромное происхождение. О первых годах его жизни биографам ничего не известно. С 1019 до 1024 года обучался шафиитскому праву в родном городе. В 17 лет в поисках знаний отправился в Шираз, а затем в Басру. В 1024 году отправился в Багдад. В Багдаде он обучался у Абу Тиба ат-Табрий (ум. в 1058), посещал занятия аль-Казвини, аль-Бакиллани (ум. в 1013) и других известных богословов города.
С 1036 года преподавал в различных мечетях Багдада. С 1066 года возглавлял медресе «Низамия» в Багдаде, построенное в его честь визирем Низам аль-Мульком. Биографы отмечают, что аш-Ширази был человеком мягким, утончённым и приветливым, однако это не помешало ему продемонстрировать твёрдость характера против ханбалитов под руководством Шарифа Абу Джа’фара (ум. в 1078) во время эпизода с участием Абу Насра аль-Кушайри. Тогда ханбалиты попытались насильно преградить путь аль-Кушайри, который шёл через Багдад в гости к аш-Ширази в Низамию. В конце концов аш-Ширази получил поддержку Низам аль-Мулька, к которому он и другие учёные Багдада пожаловались на действия ханбалитов.
Аш-Ширази вёл аскетичный образ жизни. По сообщениям биографов ему не хватало средств для того, чтобы совершить паломничество в Мекку (хадж). К концу своей жизни предпринял очень успешную поездку в Хорасан, для ведения переговоров от имени халифа и сельджуков, которые в то время имели реальную власть в Халифате.
В Багдаде он поддерживал дружеские связи с многочисленные учёными, такие как ханбалитский правовед Абу-ль-Вафа ибн Акиль (ум. в 1119) и шафиитский историк аль-Хатиб аль-Багдади (ум. в 1071). Число его учеников и последователей было огромным.
Абу Исхак аш-Ширази является автором книг по шафиитскому праву, усуль аль-фикху и другим исламским дисциплинам.
Абу Исхак аш-Ширази умер в Багдаде в 1083 году. Проводить его в последний путь собралось огромное количество людей, включая халифа. Его тело обмыл его ученик Ибн Акиль.